# Казімеж (Опольське воєводство)
Казімеж (пол. Kazimierz, нім. Kasimir) — село в Польщі, у гміні Ґлоґувек Прудницького повіту Опольського воєводства.
Населення — 349 осіб (2011).

## Демографія
Демографічна структура станом на 31 березня 2011 року:
|          | Загалом | Допрацездатний вік | Працездатний вік | Постпрацездатний вік |
| -------- | ------- | ------------------ | ---------------- | -------------------- |
| Чоловіки | 184     | 37                 | 119              | 28                   |
| Жінки    | 165     | 26                 | 81               | 58                   |
| Разом    | 349     | 63                 | 200              | 86                   |